# Rochefort en accords
Rochefort en accords était un festival de musique, qui avait lieu une fois par an depuis sa création en 2005, et jusqu'en 2016, à Rochefort en Charente-Maritime, en France, le dernier week-end du mois d'août.
Sa principale ambition et son originalité consistait à proposer des concerts qui se voulaient "imprévisibles et inattendus" , basés sur des rencontres entre musiciens qui ne jouent pas systématiquement leur répertoire, de façon à obtenir des prestations uniques. Le festival s'articulait entre des "petites scènes" qui prennent place dans les lieux les plus atypiques et révélateurs du patrimoine de la ville pendant la journée et une "grande scène" le soir. 

## Historique
Rochefort en Accords est créé en 2005 par Stéphane Maresse,Philippe Thieyre et Karel Beer.
À la suite du succès de cette première édition, qui connaît un large écho dans la presse nationale, la charge du festival est confiée à la municipalité de Rochefort qui organisera les éditions suivantes avec le soutien de l'association "Les acoustiques de Rochefort".        
De 2005 à 2009 le festival est coprogrammé par Philippe Thieyre et Karel Beer, ce dernier décidant au terme de la 5e édition qu'il "était temps de dire adieu à cet événement unique".
La 6e édition voit le renforcement de l’éclectisme musical et l'introduction de thématiques telles qu'un hommage à Woody Guthrie et une fin de soirée consacrée au répertoire de Jimi Hendrix.
L'édition 2011, la septième en date, reconduisait le concept de rencontres "inattendues et imprévisibles" autour du double thème "Des demoiselles à Captain Beefheart".
La huitième édition se déroula exceptionnellement les 13, 14 et 15 septembre 2012, "se combinant aux journées du patrimoine pour fêter, après cinq ans de travaux, la réouverture de la Coupe d'Or"
En 2015, la nouvelle municipalité ne souhaitant pas poursuivre cette aventure a laissé le festival se poursuivre dans une commune voisine, qui se tint une dernière fois en 2016,.